# Denise Mina
Denise Mina (21 de agosto de 1966) é uma autora do género policial e dramaturga escocesa. É reconhecida por ter escrito a trilogia Garnethill e outros três romances com a personagem Patricia "Paddy" Meehan, uma jornalista de Glasgow. Descrita como autora do género Tartan Noir, também escreve para bandas desenhadas, tendo realizado 13 edições de Hellblazer, entre outros.
O primeiro romance da personagem Paddy Meehan, The Field of Blood (2005), foi adaptado para a série The Field of Blood em 2011 pela BBC, estrelado por Jayd Johnson, Peter Capaldi e David Morrissey. O segundo, The Dead Hour, foi filmado e transmitido em 2013.

## Biografia
Denise Mina nasceu em East Kilbride, Escócia, em 1966. Durante a sua infância e adolescência, devido ao trabalho do seu pai, que era engenheiro, mudou-se com a sua família 21 vezes em 18 anos: de Paris para Haia, Londres, várias localidades na Escócia, como Rutherglen (terra natal de sua mãe), e Bergen. Abandonou os estudos aos 16 anos e trabalhou em diversos empregos, inclusive a lavar pratos, cozinhar e servir ao balcão num bar, para além de ter, por um determinado tempo, trabalhado numa fábrica de processamento de carne. Aos vinte anos, como auxiliar de enfermagem, cuidou de pacientes geriátricos e em cuidados terminais, retornando aos estudos para se formar e doutorar em direito pela Universidade de Glasgow.
Enquanto pesquisava para a sua tese de doutoramento sobre a atribuição de doenças mentais a infractores do sexo feminino, e ensinava criminologia e direito penal na Universidade de Strathclyde na década de 1990, decidiu escrever o seu primeiro romance Garnethill, publicado em 1998 pela Transworld.

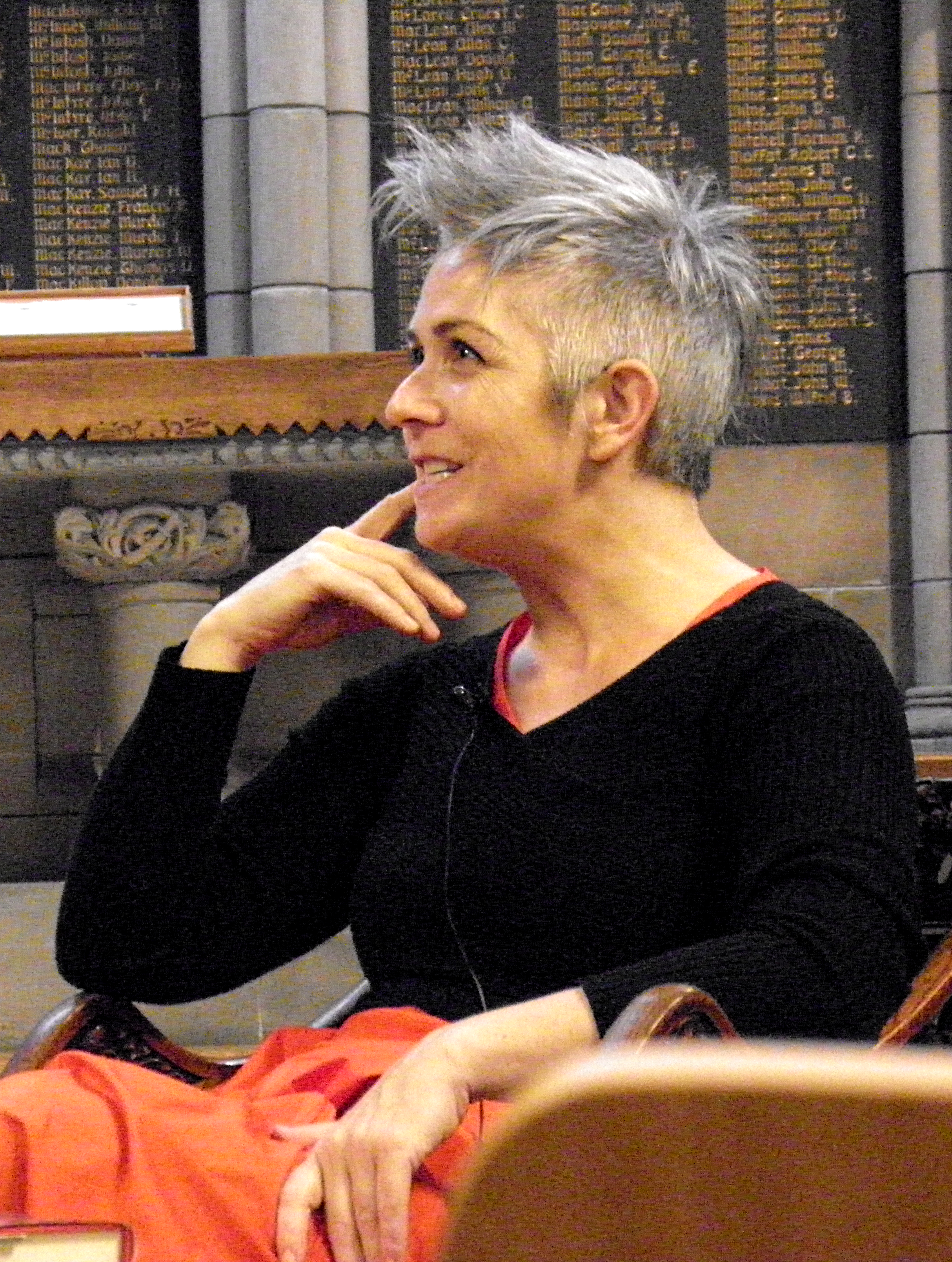
Denise Mina em Glasgow (2018)

Denise Mina vive atualmente em Glasgow.

## Prêmios e honras
| Obra                       | Ano  | Prémio                                                       | Notas    |
| -------------------------- | ---- | ------------------------------------------------------------ | -------- |
| Garnethill                 | 1998 | John Creasey Dagger for Best First Crime Novel               | Vencedor |
| The End of the Wasp Season | 2011 | The Martin Beck Award                                        | Vencedor |
| The End of the Wasp Season | 2012 | Theakston's Old Peculier Crime Novel of the Year Award       | Vencedor |
| Gods and Beasts            | 2013 | Theakston's Old Peculier Crime Novel of the Year Award       | Vencedor |
| Gods and Beasts            | 2020 | Deutscher Kimi Preis (Category: International Crime Writers) | Vencedor |
| The Long Drop              | 2017 | Gordon Burn Prize                                            | Vencedor |
| The Long Drop              | 2017 | McIlvanney Prize for Scottish Crime Novel of the Year        | Vencedor |

## Obras

### Romances

#### Trilogia Garnethill
- Garnethill (1998)
- Exile (2000)
- Resolution (2001)

#### Romances de Patricia "Paddy" Meehan
- The Field of Blood (2005)
- The Dead Hour (2006)
- The Last Breath (2007) - publicado como Slip of the Knife nos Estados Unidos da America

#### Romances de Alex Morrow
- Still Midnight (2009)
- The End of the Wasp Season (2010)
- Gods and Beats (2012)
- The Red Road (2013)
- Blood, Salt, Water (2014)

#### Romances de Anna e Fin
- Conviction(2019)
- Confidence (2022)

#### Outros
- Sanctum (2003) (publicado como Deception nos EUA em 2004)
- The Long Drop (2017) baseado no julgamento e execução de 1958 do serial killer Peter Manuel.
- The Less Dead (2020)
- Rizzio (2021)
- The Second Murderer (2023), um romance Philip Marlowe

### Banda desenhada
Obras publicadas pela Vertigo da DC Comics:
- Hellblazer #216–228 (com Leonardo Manco e Cristiano Cucina (#223), 2006–2007) coletado como John Constantine, Hellblazer Volume 19 (tpb, 328 páginas, 2018,ISBN 1-401-28080-3 )
- Vertigo Crime : A Sickness in the Family (com Antonio Fuso, novela gráfica, 192 páginas, 2010,ISBN 1-4012-1081-3 )
- Trilogia Millennium :
  - The Girl with the Dragon Tattoo (tpb, 312 páginas, 2014,ISBN 1-4012-4286-3 ) coleta:
    - Book One (com Leonardo Manco e Andrea Mutti, hc, 152 páginas, 2012,ISBN 1-40123-557-3 )
    - Book Two (com Leonardo Manco e Andrea Mutti, hc, 160 páginas, 2013,ISBN 1-4012-3558-1 )

  - The Girl Who Played with Fire (com Andrea Mutti, Leonardo Manco e Antonio Fuso, hc, 288 páginas, 2014,ISBN 1-401-23757-6 ; sc, 2015,ISBN 1-4012-5550-7 )
  - The Girl Who Kicked the Hornet's Nest (com Andrea Mutti e Antonio Fuso, hc, 272 páginas, 2015,ISBN 1-4012-3759-2 ; sc, 2016,ISBN 1-401-26477-8 )

### Peças teatrais
- Ida Tamson (2006)
- A Drunk Woman Looks at the Thistle (2007), inspirado no poema modernista de Hugh MacDiarmid, A Drunk Man Looks at the Thistle, e interpretado pela primeira vez por Karen Dunbar.
- The Meek, peça de rádio da BBC Radio 3, transmitida em 7 de março de 2009